# Stade Nivellois
Stade Nivellois was een Belgische voetbalclub uit Nijvel. De club was aangesloten bij de KBVB met stamnummer 182. De club speelde enkele seizoenen in de nationale reeksen, waarvan twee op het tweede niveau.

## Geschiedenis
Stade Nivellois werd opgericht in 1921 en sloot zich aan bij de Belgische Voetbalbond. De club ging van start in de regionale reeksen. Bij de invoering van de stamnummers in 1926 kreeg men nummer 182 toegekend.
Tijdens de Tweede Wereldoorlog, in 1941, bereikte de club voor het eerst de nationale bevorderingsreeksen, in die tijd de derde klasse. De club was zo de eerste club in wat decennia later de provincie Waals-Brabant zou worden die naar de nationale reeksen promoveerde. Nivellois werd er het eerste seizoen zelfs meteen tweede in zijn reeks, op drie punten van reekswinnaar CS Andennais. Een seizoen later won Nivellois zijn reeks en zo promoveerde de club in 1943 voor het eerst naar de Eerste Afdeling, in die tijd de tweede klasse.
Stade wist er zich te handhaven het volgende seizoen. Omwille van de oorlog werden in 1944/45 de competities geannuleerd. In 1945/46 werd weer gespeeld, maar Nijvel eindigde laatste in zijn reeks. Na twee jaar op het tweede niveau zakte de club weer naar Bevordering. Ook daar kende de club problemen, eindigde er na een seizoen als voorlaatste en degradeerde meteen verder. Na vijf seizoenen nationaal voetbal verdween men zo weer naar de regionale reeksen.
In 1951 werd de club koninklijk en de naam werd Royal Stade Nivellois. In 1958 bereikte de club na een decennium nog eens de nationale bevorderingsreeksen, ondertussen de Vierde Klasse. Nivellois strandde er echter op een voorlaatste plaats en zakte na een seizoen weer naar de provinciale reeksen. In 1963 staakte de club haar activiteiten en stamnummer 182 verdween definitief.
Kort na het verdwijnen van de club verhuisde Jeunesse Sportive Baulersoise uit het nabijgelegen Baulers naar Nijvel. Die club was opgericht in 1954 en bij de Belgische Voetbalbond aangesloten met stamnummer 5710. De clubnaam werd omgedoopt in Cercle Sportif Nivellois en zou voortaan de eerste club van de stad Nijvel worden.

## Resultaten
| Seizoen | Klasse | Klasse | Klasse | Klasse | Klasse | Klasse | Klasse | Klasse | Reeks                                     | Punten                                    | Opmerkingen                               |                                           |
|         | I      | II     | P.I    | P.II   | P.III  | P.IV   |        |        |                                           |                                           |                                           |                                           |
| ------- | ------ | ------ | ------ | ------ | ------ | ------ | ------ | ------ | ----------------------------------------- | ----------------------------------------- | ----------------------------------------- | ----------------------------------------- |
| 1922/23 |        |        |        |        | 7      |        |        |        | Derde prov. Brab.                         | 12                                        |                                           |                                           |
| 1923/24 |        |        |        |        | 13     |        |        |        | Derde prov. Brab.                         | 10                                        |                                           |                                           |
| 1924/25 |        |        |        |        | 3      |        |        |        | Derde prov. Brab.                         | 12                                        |                                           |                                           |
| 1925/26 |        |        |        |        | 8      |        |        |        | Derde prov. Brab.                         | 12                                        |                                           |                                           |
|         | I      | II     | III    | P.I    | P.II   | P.III  | P.IV   |        | Vanaf 1926/27 zijn er 3 nationale niveaus | Vanaf 1926/27 zijn er 3 nationale niveaus | Vanaf 1926/27 zijn er 3 nationale niveaus | Vanaf 1926/27 zijn er 3 nationale niveaus |
| 1926/27 |        |        |        |        |        | 10     |        |        | Derde prov. Brab.                         | 0                                         |                                           |                                           |
| 1927/28 |        |        |        |        |        | 1      |        |        | Derde prov. Brab.                         | 28                                        |                                           |                                           |
| 1928/29 |        |        |        |        | 8      |        |        |        | Tweede prov. Brab.                        | 20                                        |                                           |                                           |
| 1929/30 |        |        |        |        | 5      |        |        |        | Tweede prov. Brab.                        | 28                                        |                                           |                                           |
| 1930/31 |        |        |        |        | 6      |        |        |        | Tweede prov. Brab.                        | 24                                        |                                           |                                           |
| 1931/32 |        |        |        | 14     |        |        |        |        | Eerste prov. Brab.                        | 9                                         |                                           |                                           |
| 1932/33 |        |        |        |        | ?      |        |        |        | Tweede prov. Brab.                        | ?                                         |                                           |                                           |
| 1933/34 |        |        |        |        | 1      |        |        |        | Tweede prov. Brab.                        | 44                                        |                                           |                                           |
| 1934/35 |        |        |        | 13     |        |        |        |        | Eerste prov. Brab.                        | 14                                        |                                           |                                           |
| 1935/36 |        |        |        |        | 1      |        |        |        | Tweede prov. Brab.                        | 45                                        |                                           |                                           |
| 1936/37 |        |        |        | 3      |        |        |        |        | Eerste prov. Brab.                        | 33                                        |                                           |                                           |
| 1937/38 |        |        |        | 4      |        |        |        |        | Eerste prov. Brab.                        | 33                                        |                                           |                                           |
| 1938/39 |        |        |        | 2      |        |        |        |        | Eerste prov. Brab.                        | 42                                        |                                           |                                           |
| 1939/40 |        |        |        |        |        |        |        |        |                                           |                                           | Geen competitie door Wereldoorlog II.     |                                           |
| 1940/41 |        |        |        |        |        |        |        |        |                                           |                                           | Geen competitie door Wereldoorlog II.     |                                           |
| 1941/42 |        |        | 2      |        |        |        |        |        | Bevordering C                             | 34                                        |                                           |                                           |
| 1942/43 |        |        | 1      |        |        |        |        |        | Bevordering B                             | 39                                        |                                           |                                           |
| 1943/44 |        | 12     |        |        |        |        |        |        | Eerste afdeling A                         | 23                                        |                                           |                                           |
| 1944/45 |        |        |        |        |        |        |        |        |                                           |                                           | Geen competitie door Wereldoorlog II.     |                                           |
| 1945/46 |        | 17     |        |        |        |        |        |        | Eerste afdeling A                         | 11                                        |                                           |                                           |
| 1946/47 |        |        | 17     |        |        |        |        |        | Bevordering B                             | 17                                        |                                           |                                           |
| 1947/48 |        |        |        | 5      |        |        |        |        | Eerste prov. Brab.                        | 34                                        |                                           |                                           |
| 1948/49 |        |        |        | 13     |        |        |        |        | Eerste prov. Brab.                        | 25                                        |                                           |                                           |
| 1949/50 |        |        |        | 14     |        |        |        |        | Eerste prov. Brab.                        | 21                                        |                                           |                                           |
| 1950/51 |        |        |        |        | 10     |        |        |        | Tweede prov. Brab.                        | 31                                        |                                           |                                           |
| 1951/52 |        |        |        |        | 5      |        |        |        | Tweede prov. Brab.                        | 35                                        |                                           |                                           |
|         | I      | II     | III    | IV     | P.I    | P.II   | P.III  | P.IV   | Vanaf 1952/53 zijn er 4 nationale niveaus | Vanaf 1952/53 zijn er 4 nationale niveaus | Vanaf 1952/53 zijn er 4 nationale niveaus | Vanaf 1952/53 zijn er 4 nationale niveaus |
| 1952/53 |        |        |        |        |        | 1      |        |        | Tweede prov. Brab.                        | 46                                        |                                           |                                           |
| 1953/54 |        |        |        |        | 7      |        |        |        | Eerste prov. Brab.                        | 32                                        |                                           |                                           |
| 1954/55 |        |        |        |        | 6      |        |        |        | Eerste prov. Brab.                        | 30                                        |                                           |                                           |
| 1955/56 |        |        |        |        | 14     |        |        |        | Eerste prov. Brab.                        | 24                                        |                                           |                                           |
| 1956/57 |        |        |        |        | 3      |        |        |        | Eerste prov. Brab.                        | 37                                        |                                           |                                           |
| 1957/58 |        |        |        |        | 2      |        |        |        | Eerste prov. Brab.                        | 41                                        |                                           |                                           |
| 1958/59 |        |        |        | 15     |        |        |        |        | Vierde klasse B                           | 21                                        |                                           |                                           |
| 1959/60 |        |        |        |        | 9      |        |        |        | Eerste prov. Brab.                        | 31                                        |                                           |                                           |
| 1960/61 |        |        |        |        | 4      |        |        |        | Eerste prov. Brab.                        | 36                                        |                                           |                                           |
| 1961/62 |        |        |        |        | 16     |        |        |        | Eerste prov. Brab.                        | 4                                         |                                           |                                           |
| 1962/63 |        |        |        |        |        | 15     |        |        | Tweede prov. Brab.                        | 14                                        |                                           |                                           |